# Аустрија на Европским играма у дворани 1969.
Аустрија је учествовала на 4. Европском играма у дворани 1969. одржаним у Београду, (Југославија), 8. и 9. марта, у Хали 1 београдског сајма. 
Учествовала је са  5 такмичарки које су се такмичиле у 8 дисциплина.
На овим Европским играма Аустрија није освајала медаље. 
У табели успешности према броју и пласману такмичара који су учествовали у финалним такмичењима (првих 8 такмичара) Аустрија је са 5 учесника у финалу заузела ...  место са 15 бодова.
| Плас. | Земља    | 1. место | 2. место | 3. место | 4. место | 5. место | 6. место | 7. место | 8. место | Бр. финал. - Бод. |
| ----- | -------- | -------- | -------- | -------- | -------- | -------- | -------- | -------- | -------- | ----------------- |
|       | Аустрија | 0        | 0        | 0        | 2-10     | 0        | 0        | 2-4      | 2-2      | 6—16              |

## Учесници
| Бр. | Дисциплина         | Мушкарци | Жене                                                        | Укупно |
| --- | ------------------ | -------- | ----------------------------------------------------------- | ------ |
| 1.  | 50 м               |          | Јохана Клајнпетер Инге Ајгнер                               | 2      |
| 2.  | 400 м              |          | Марија Сикора                                               | 1      |
| 3.  | 800 м              |          | Марија Сикора*                                              | 1      |
| 4.  | 50 м препоне       |          | Лизе Прокоп Инге Ајгнер*                                    | 2      |
| 5.  | Скок увис          |          | Илона Гузенбауер Лизе Прокоп*                               | 2      |
| 6.  | Скок удаљ          |          | Јохана Клајнпетер*                                          | 1      |
| 7.  | Бацање кугле       |          | Лизе Прокоп*                                                | 1      |
| 8.  | Штафета 4 х 1 круг |          | Инге Ајгнер* Марија Сикора* Лизе Прокоп* Јохана Клајнпетер* | 4      |
|     | Укупно ( 8         | 0        | 5                                                           | 5 (14) |

- Тачка уз име такмичарке означава де је учествовала у више дисциплина.

## Освајачи медаља
- Није било освојених медаља

## Резултати

### Жене
| Атлетичарка                                                 | Дисциплина   | Лични рекорд | Квалификације | Квалификације | Финале            | Финале  | Детаљи |
| Атлетичарка                                                 | Дисциплина   | Лични рекорд | Резултат      | Место         | Резултат          | Место   | Детаљи |
| ----------------------------------------------------------- | ------------ | ------------ | ------------- | ------------- | ----------------- | ------- | ------ |
| Јохана Клајнпетер                                           | 50 м         |              | 6,8           | 5 у гр. 1     | Није се пласирала | 14./ 15 |        |
| Инге Ајгнер                                                 | 50 м         |              | 7,0           | 5 у гр. 2     | Није се пласирала | 15./ 15 |        |
| Марија Сикора                                               | 400 м        |              | 58,9          | 4 у гр. 2     | Није се пласирала | 8. / 8  |        |
| Марија Сикора                                               | 800 м        |              |               |               | 2:18,7            | 8./ 8   |        |
| Инге Ајгнер*                                                | 50 м препоне |              | 7,9           | 5 у гр. 1     | Није се пласирала | 15./ 16 |        |
| Лизе Прокоп                                                 | 50 м препоне |              | 8,1           | 5 у гр. 3     | Није се пласирала | 16./ 16 |        |
| Лизе Прокоп                                                 | скок увис    |              |               |               | 1,55              | 12./ 12 |        |
| Илона Гузенбауер                                            | скок увис    |              |               |               | 1,70              | 9./ 12  |        |
| Јохана Клајнпетер*                                          | скок удаљ    |              |               |               | 5,97              | 7./11   |        |
| Лизе Прокоп*                                                | бацање кугле |              |               |               | 12,97             | 7./7    |        |
| Инге Ајгнер* Марија Сикора* Лизе Прокоп* Јохана Клајнпетер* | 4 х 1 круг   |              |               |               | 1:40,8 НРС        | 4./4    |        |